# نوبورو ياماغوتشي (مؤلف)
نوبورو ياماغوتشي (باليابانية: ヤマグチノボル) (11 فبراير 1972، هيتاتشي في اليابان - 4 أبريل 2013، نيغاتا في اليابان)؛ كاتب وروائي ياباني. درس في جامعة ميجي.

## روابط خارجية
- نوبورو ياماغوتشي على موقع IMDb (الإنجليزية)
- نوبورو ياماغوتشي على موقع ميوزك برينز (الإنجليزية)
- نوبورو ياماغوتشي على موقع ANN person (الإنجليزية)